# Gleb Nosovski
Gleb Vladímirovich Nosovski (Глеб Владимирович Носовский) (26 de enero de 1958), matemático ruso. Obtuvo el grado de Candidato a doctor en ciencias físicas y matemáticas por la Universidad Estatal de Moscú "Lomonósov" en 1988. Es especialista en teoría de las probabilidades, estadística matemática, teoría de procesos aleatorios, teoría de la optimización, ecuaciones diferenciales estocásticas, simulación computacional de procesos estocásticos. Trabajó en el Instituto de Investigaciones Cósmicas (Moscú) y en el Instituto de Herramientas e Instrumentos de Moscú. Formó parte del equipo que trabajó en Japón en el marco del proyecto de colaboración científica entre la Universidad "Lomonósov" y la Universidad de Aizu en el área de geometría computacional.
En la actualidad trabaja con el grado de científico principal en el laboratorio de métodos computacionales del departamento de geometría diferencial y sus aplicaciones de la Facultad de Mecánica Teórica y Matemática de la Universidad "Lomonósov". Asimismo, forma parte del equipo, dirigido por Anatoli Fomenko, que está desarrollando la ruidosa Nueva Cronología.